# Кавате (Л'Аквила)
Кавате (итал. Cavate) је насеље у Италији у округу Л'Аквила, региону Абруцо.
Према процени из 2011. у насељу је живело 60 становника. Насеље се налази на надморској висини од 499 м.